# جوك تايلور (لاعب كرة قدم)
جوك تايلور (بالإنجليزية: Jock Taylor)‏ (17 أغسطس 1907 في المملكة المتحدة - 7 مارس 1967 ببرستل في المملكة المتحدة) هو لاعب كرة قدم بريطاني (وحمل سابقاً جنسية المملكة المتحدة لبريطانيا العظمى وأيرلندا) في مركز الظهير. لعب مع ريث روفرز وسانت جونستون ونادي بريستول سيتي ونادي ليتون أورينت ونادي هاليفاكس تاون وإف سي هاليفاكس تاون ونادي كاودينبيث لكرة القدم.